# エゾゼミ
エゾゼミ（蝦夷蝉、蝦夷蟬、学名：Lyristes japonicus）は、カメムシ目（半翅目）・セミ科に分類されるセミの一種。クマゼミとは分類学上かなりの近縁である。
従来までの分類では属についてはTibicenだったが、命名規約上無効とされ、Lyristesに移行されている。Lyristesはギリシア語で「竪琴の奏者」を意味する。なお、GBIFではAuritibicen japonicusとして扱われており、この学名を使用する場合もある。

## 分布
北海道（焼尻島、奥尻島を含む）のほか、本州、四国、九州、佐渡島、隠岐諸島に分布する。北海道では十勝地方を分布の東限とする。もともとエゾゼミは、コエゾゼミと異なり南方系のセミであり、夏でも気温があまり上がらず涼しい北海道周辺よりもむしろ長野県や南東北（特に長野県）で多く見られる傾向がある。
中国にも分布するといわれるが、韓国の記録は誤同定と考えられる。
なお、エゾゼミ属のセミは北半球に広く分布している。特にアメリカ合衆国ではきわめて多種多様なエゾゼミ属のセミが生息しており、その種数は70を超える。南部のテキサス州やフロリダ州などでは都市部でも鳴き声が聞かれることが多い。とはいえ、生息数自体はそれほど多くはない。また、ヨーロッパ南部ではオオナミゼミ（ヨーロッパエゾゼミ）というエゾゼミ属のセミが生息しており、フランス南部やイタリア南部、ギリシャなどで見られる。特に、夏場の気温が高いギリシャでは生息数が多く、首都のアテネの中心部でも毎年夏になるとこのセミの鳴き声がたくさん聞かれる。このように、欧米では日本と異なり、エゾゼミ属のセミが市街地でも普通に生息している。
なお、ファーブルは『昆虫記』にて、フランス南部でのこのセミの生態を詳細に記している。

## 形態
全長59-66mm、体長40-46mm、前翅開張115-130mmで、アカエゾゼミと同程度の大きさであり、コエゾゼミやキュウシュウエゾゼミあるいはヤクシマエゾゼミと比べて大型になる。
中胸背側方が白粉で覆われる点で、同属のセミ類と区別ができる。前胸背外片には黄褐色の帯があり、基本的に途切れることはない。しかし、まれに黒色部で黄褐色の帯が途切れる変異個体がいる。これ以外にもさまざまな変異があり、なかには体全体が黄褐色で、W型の黄色い模様のないエチゴエゾゼミ L. j. var. echigo と呼ばれる変種も確認されている。

## 生態
北海道や東北地方では主に平地でもみられるが、本州中部以西では標高500-1000mの山地に生息する。出現期は7月中旬から9月中旬にかけてで、地域によって差がある。アカマツ、スギ、ヒノキなどの樹木に、頭を下にして逆さにとまり、クマゼミやミンミンゼミと同じくよく晴れた午前中を中心に「ギー」と鳴く。その鳴き声はコエゾゼミやアカエゾゼミとよく似るが、それらはエゾゼミと異なり震えるような独特のビート音がない点で区別される。また、交尾はV字型で行われる。
なお、このセミはヒグラシやエゾハルゼミと同じく森林性のセミであり、生息場所は薄暗い雑木林がほとんどである。
これはエゾゼミに限らず、日本に生息するエゾゼミ属のセミ全般について言える。